# Réfrigérateur à absorption de gaz
 (novembre 2012).
Si vous disposez d'ouvrages ou d'articles de référence ou si vous connaissez des sites web de qualité traitant du thème abordé ici, merci de compléter l'article en donnant les références utiles à sa vérifiabilité et en les liant à la section « Notes et références ».

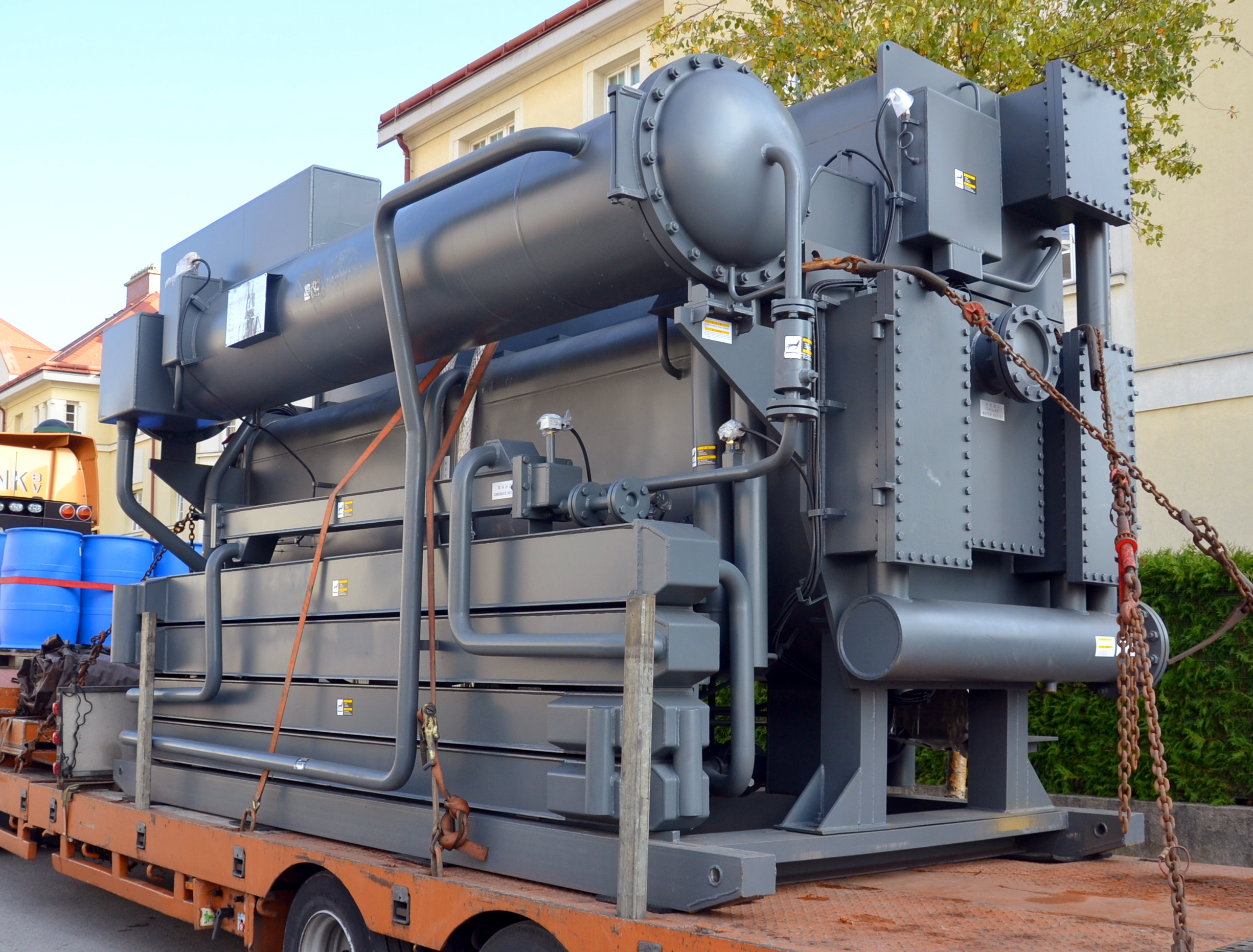
Réfrigérateur à absorption de gaz avec une capacité de refroidissement de 1,4 MW sur un transporteur (2014).

Le réfrigérateur à absorption de gaz est un réfrigérateur qui utilise une source de chaleur pour faire tourner son cycle frigorifique, permettant d'extraire la chaleur.
Ce procédé remplace le compresseur utilisé habituellement. Il est exploité lorsque l'électricité n'est pas disponible facilement (trop rare, trop chère, difficile à produire, par exemple dans un camping car) ou lorsque l'on dispose d'une source de chaleur pratiquement gratuite (fort ensoleillement, gaz ou liquide chaud issu d'une turbine ou d'un procédé industriel, etc.).

## Principes

Schéma de principe.
(1) Brûleur ;
(2) Générateur ;
(3) Séparateur ;
(4) Condenseur ;
(5) Chambre froide ;
(6) Évaporateur ;
(7) Absorbeur ;
(8) Réservoir.

Comme dans les réfrigérateurs à compression, c'est l'évaporation d'un liquide à basse température qui absorbe la chaleur du milieu à refroidir. La différence réside dans la façon dont on crée la haute et la basse pression. Dans le réfrigérateur à compression, elles sont obtenues par un compresseur ; dans le réfrigérateur à absorption, c’est le phénomène d'absorption qui crée la basse pression, alors que la haute pression est obtenue par chauffage.
Ce réfrigérateur utilise deux fluides au lieu d'un seul : le fluide réfrigérant (par exemple l'ammoniac) et un fluide appelé absorbeur qui fait office de compresseur à l'échelle moléculaire (l'eau pour notre exemple, ou plutôt de l'ammoniaque, car il reste toujours de l'ammoniac en solution dans cette eau, à une concentration variable selon les étapes).

### Description du cycle
Le cycle de refroidissement se déroule en quatre étapes :
1. l'ammoniac liquide est vaporisé du côté froid, absorbant de la chaleur ; il se transforme en ammoniac gazeux[1] ;
2. cet ammoniac est absorbé par l'ammoniaque à basse concentration, formant une solution d'ammoniaque concentrée ;
3. cette solution est chauffée dans un bouilleur : l'ammoniac s'évapore, sa pression et sa température augmentent, tandis que la solution s'appauvrit et régénère l'ammoniaque à basse concentration[1] ;
4. la solution (ammoniaque chaud et peu concentré) est refroidie dans un absorbeur puis retourne dans le compartiment d'absorption.

Parallèlement, l'ammoniac gazeux à haute pression et haute température passe dans un condenseur pour y être refroidi (évacuant au passage les calories du système), ce qui suffit à le faire retourner à l'état liquide, pour un nouveau cycle.

## Utilisation
L'absence de compresseur permet un fonctionnement silencieux, ce qui le rend indiqué notamment dans les chambres d'hôtel et les camping-cars.
Il peut être utilisé en trigénération pour la production simultanée d'électricité, d'eau chaude et d'air conditionné, entre autres.

## Aménagements pratiques indispensables
- L'ensemble est sous une pression telle que le fluide réfrigérant (l'ammoniac) est liquide à la température usuelle.
- L'exposé de principe suppose que l'ammoniac liquide se vaporise du côté froid, et non du côté du radiateur où on régénère le liquide à partir du gaz chaud. C'est la différence de pression qui permet de réaliser cette condition, mais, sans un artifice, maintenir une différence de pression adéquate est impraticable. L'artifice utilisé consiste à utiliser un troisième gaz, qui ne se dissout pas dans l'eau et qui reste en permanence du côté froid (par exemple, de l'hydrogène) : ce gaz remplit le volume, ce qui pour l'ammoniac est équivalent à un vide partiel (voir pression partielle) qui favorise l'évaporation, et ce, seulement du côté où se trouve ce gaz auxiliaire.
- Dans le bouilleur, de l'eau aussi s'évapore. Il est important d'empêcher cette eau de polluer l'ammoniac, aussi organise-t-on la circulation de telle sorte que l'eau reprend sa forme liquide et retourne dans la solution. On en profite pour mettre la solution en mouvement : l'eau condensée et l'ammoniac liquide sont récupérés en haut du circuit, ce qui fournit l'énergie potentielle pour leur mouvement.

## Variantes
- Des variantes utilisent d'autres fluides : de l'eau (fluide réfrigérant) et une solution salée (absorbeur), entre deux compartiments (l'eau sous vide partiel pour l'évaporation de l'eau, l'autre à plus haute pression où on fait bouillir la solution pour récupérer la vapeur d'eau avant de la recondenser pour un nouveau cycle).
- Une variante sans cycle, dénommée « icy ball », a également été commercialisée dans les années 1920, en Amérique du Nord : une fois son pouvoir refroidissant épuisé (i.e., une fois l'ammoniac évaporé et absorbé), c'est l'utilisateur lui-même qui devait ébouillanter l'engin côté chaud pour forcer l'évaporation, tout en refroidissant le côté froid pour y recondenser l'ammoniac, et remettre l'icy ball en état de servir. On comprend que le frigo ait facilement supplanté ce système.
- La réfrigération par dissolution de sel, connue des cuisinières dépourvues de congélateur pour la fabrication de sorbets, est semblable dans son principe (mélanger de la glace et du sel produit une solution à température négative ; une fois que cette solution a servi, on peut récupérer le sel en évaporant l'eau, et recommencer).
- La chaleur apportée pour faire bouillir la solution est entièrement perdue, ce qui nuit beaucoup au rendement thermique global de la machine.
- Le fluide frigorifique, outre les qualités usuelles demandées pour cette fonction doit en plus présenter une affinité suffisante avec l'absorbeur, ce qui réduit encore plus le choix. L'ammoniac est un gaz dangereux, qui a été supplanté par le fréon dans les frigo à compression mais pas dans les frigo à absorption. Ce dernier gaz, jugé dangereux pour l'écosystème, est remplacé progressivement puis systématiquement depuis 2001.

## Histoire
Le réfrigérateur à absorption utilise le même principe que le réfrigérateur à adsorption (en), inventé par Michael Faraday en 1821, mais au lieu d'utiliser un solide comme adsorbant, il exploite un liquide. Le réfrigérateur à absorption fut inventé par Ferdinand Carré en 1859. Ce premier système utilisait l'eau comme absorbant et l'ammoniac comme réfrigérant.
Un cycle plus complexe utilisant trois fluides fut inventé par Baltzar von Platen et Carl Munters en 1922, pendant leurs études à l'École royale polytechnique de Stockholm, Suède. L'intérêt de cette configuration, connue sous le nom de Platen-Munters, est de ne pas requérir de compresseur mécanique. La source chaude est l'unique origine du procédé, d'où un fonctionnement très silencieux. La production commerciale débuta en 1923 et, en 1925, la compagnie AB Arctic est rachetée par la société Electrolux qui commercialise toujours le système pour les hôtels (ces bâtiments ayant besoin d'un système très silencieux) et les camping-cars (ceux-ci disposant de peu d’électricité), sous la marque Dometic.
En 1927, Albert Einstein et Leó Szilárd ont déposé un brevet pour un système de refroidissement d'un fonctionnement analogue.